# Termen
Termen (Walliserdeutsch: Tärmu) ist eine politische Gemeinde und eine Burgergemeinde mit einem Burgerrat im Bezirk Brig im deutschsprachigen Teil des Kantons Wallis in der Schweiz. Das Skigebiet und die Ortschaft Rosswald gehören ebenfalls zur Gemeinde Termen.

## Geschichte
Im 13. Jahrhundert löste sich Termen von der Urgemeinde Naters los. Der Ursprung des Gemeindenamens „Termen“ ist nicht restlos geklärt. Da es auch Mineralquellen auf dem Gemeindegebiet gibt, ist ein römischer Ursprung des Namens möglich (von Thermen). Ebenfalls durch römischen Einfluss denkbar und vermutlich wahrscheinlicher ist aber die Herleitung von lateinisch terminus („Ende“), zurückzuführen auf die geographische Lage.
Bereits um 1500 stand dort, wo heute der Dorfplatz ist, eine Kapelle. In den Jahren 1911 bis 1913 erbaute man unter der Leitung von Architekt Kalbermatten aus Sitten die heutige Pfarrkirche, deren Patron der heilige Josef  ist. Sie wurde im November 1913 von Bischof Julius Mauritius Abbet geweiht. Das Kirchenschiff wird von Granitsäulen aus dem Simplongebiet getragen und ist in neuromanischem Stil gebaut. Neben der Pfarrkirche befinden sich noch fünf weitere Kapellen auf dem Gemeindegebiet.
In früheren Zeiten wurden grosse Mengen Schiefer für Hausdächer ober- und unterirdisch abgebaut. Heute gewinnt die Firma Pearlwater – ein Produktionsbetrieb von coop – das calciumhaltige Mineralwasser SWISS ALPINA, welches auf Termer Boden austritt.

## Bevölkerung
| Bevölkerungsentwicklung | Bevölkerungsentwicklung | Bevölkerungsentwicklung | Bevölkerungsentwicklung | Bevölkerungsentwicklung | Bevölkerungsentwicklung | Bevölkerungsentwicklung | Bevölkerungsentwicklung | Bevölkerungsentwicklung | Bevölkerungsentwicklung | Bevölkerungsentwicklung |
| ----------------------- | ----------------------- | ----------------------- | ----------------------- | ----------------------- | ----------------------- | ----------------------- | ----------------------- | ----------------------- | ----------------------- | ----------------------- |
| Jahr                    | 1798                    | 1850                    | 1900                    | 1950                    | 2000                    | 2010                    | 2012                    | 2014                    | 2016                    | 2022                    |
| Einwohner               | 279                     | 304                     | 427                     | 437                     | 781                     | 863                     | 858                     | 877                     | 891                     | 1152                    |

## Persönlichkeiten
- Viktor Bieler, Bischof von Sitten (1919–1952), Präsident der Schweizer Bischofskonferenz (1935–1952)